# Tinger Track
Tinger Track (Тингер Трак) — лёгкий гусеничный вездеход-амфибия, производится в Череповце компанией ООО «Механика». Позиционируется как универсальный транспорт, способный заменить квадроцикл, снегоход, болотоход, трактор и лодку.

## История создания
Разработка вездехода началась в 2007 г., а впервые прототип был представлен публике осенью 2008 года на российской выставке «Охота и рыболовство» под названием «Викинг». Это был гусеничный снегоболотоход-амфибия, предназначенный для передвижения по пересеченной местности по всем типам грунтов и поверхностей. Он имел заднемоторную компоновку и оборудовался двигателем Honda с воздушным охлаждением. В 2012 году была представлена обновлённая модель вездехода, получившая название Tinger Track. С 2018 г. начался выпуск второго поколения вездехода, получившего название Tinger Track 2.

## Особенности конструкции
Вездеход Tinger имеет 5 мест, компоновка салона 2+3. Руль — мотоциклетного типа. Все основные органы управления расположены на руле. Рычаг переключения передач находится слева от водителя.
В основе конструкции Tinger лежит пространственная рама, выполненная из высокопрочной стали. Кузов вездехода изготавливается из полиэтилена низкого давления методом вакуумной формовки. Этот материал является ударопрочным и выдерживает перепады температур в диапазоне от − 40°C до + 50°C.
Tinger Track имеет заднемоторную компоновку. На вездеходе используется 3-цилиндровый бензиновый двигатель Chery SQR с рабочим объёмом 812 см³, развивающий мощность 57 л. с. Система охлаждения двигателя состоит из 2 радиаторов, расположенных по бортам вездехода. Топливный бак, для лучшей развесовки машины, расположен спереди. Объем бака составляет 110 л.
Вездеход имеет довольно необычную трансмиссию — двухступенчатую коробку передач, работающую в паре с вариатором. Передача мощности осуществляется с помощью двухрядных цепей.
Гусеницы вездехода изготавливаются из прочной резины с армированием и оснащаются жёсткими грунтозацепами высотой 25 мм. Благодаря их довольно большой ширине — 500 мм, давление вездехода на грунт составляет всего 0,045 кг/см². Подвеска катков независимая пружинная. Ведущая звёздочка расположена сзади. Натяжение гусеницы осуществляется с помощью регулировки сжатия пружины переднего опорного катка.
По воде вездеход может передвигаться за счёт вращения гусениц, скорость при этом составляет 5 км/ч. Возможна установка подвесного лодочного мотора.

## Технические характеристики
- Габаритные размеры, мм:
  - длина - 3430
  - ширина - 1945
  - высота - 1330 (без крыши)
- Сухой вес, кг: 950
- Грузоподъёмность, кг: 500
- Количество мест:
  - на суше - 5
  - на воде - 4
- Ширина гусеницы, мм: 500
- Дорожный просвет, мм: 330
- Давление на грунт, кг/см²: 0,045
- Максимальная масса буксируемого прицепа, кг: 800
- Двигатель - Chery SQR, бензиновый, 3-цилиндровый, 812 см³, 57 л. с.
- Топливо - бензин АИ 92-95
- Трансмиссия - механическая, с бесступенчатым вариатором и планетарным дифференциалом
- Максимальная скорость, км/ч:
  - на суше - 35
  - на воде - 5
- Расход топлива, л/ч: 4,75
- Объем топливного бака, л: 110 л
- Тормозная система - гидравлическая дисковая, ручной стояночный тормоз
- Максимальный угол въезда, град.: 40
- Максимальный угол съезда, град.: 45
- Максимальный боковой крен, град.: 30
- Высота преодолеваемого препятствия, м: до 0,6

## Галерея

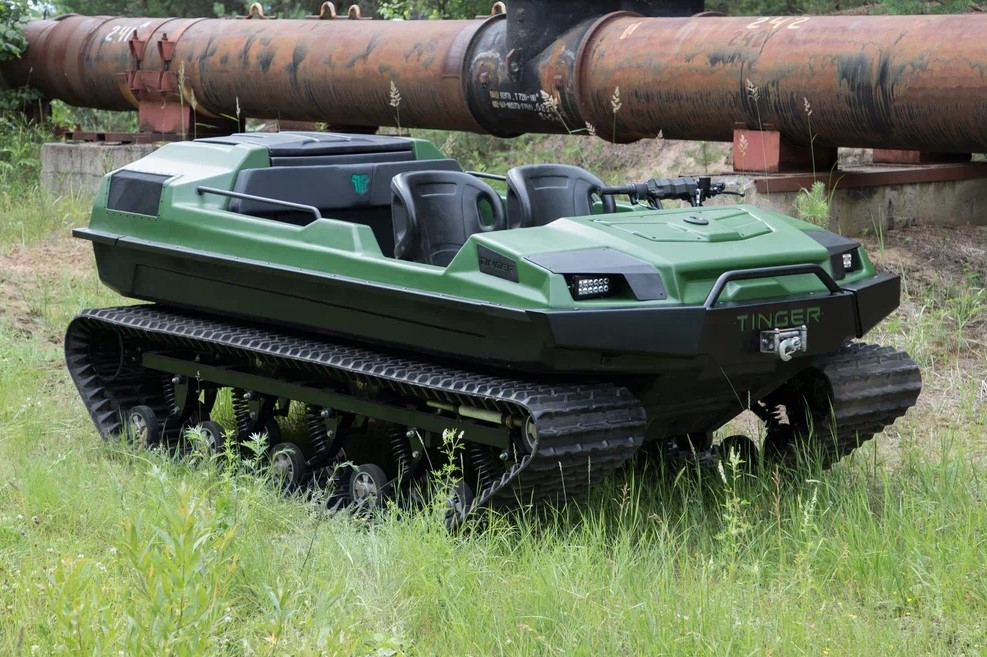
Tinger Track имеет 5 мест – 2 впереди и 3 сзади
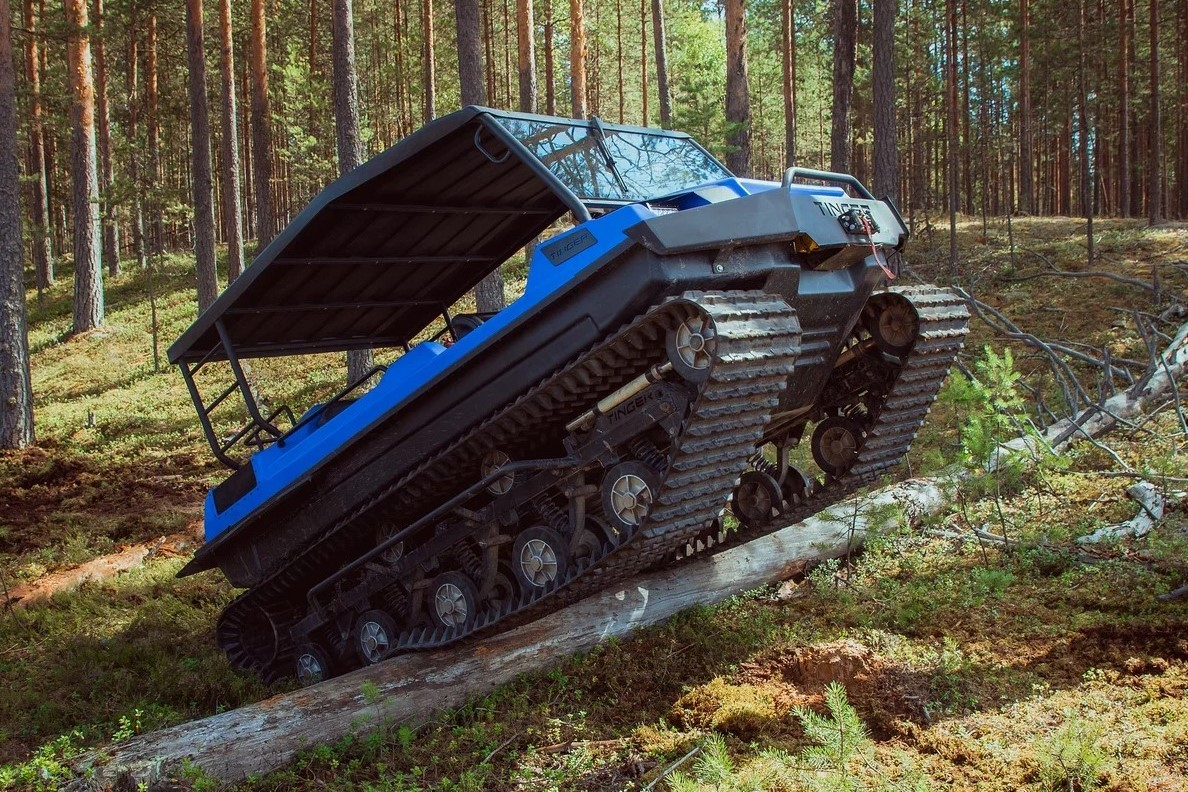
Устройство подвески
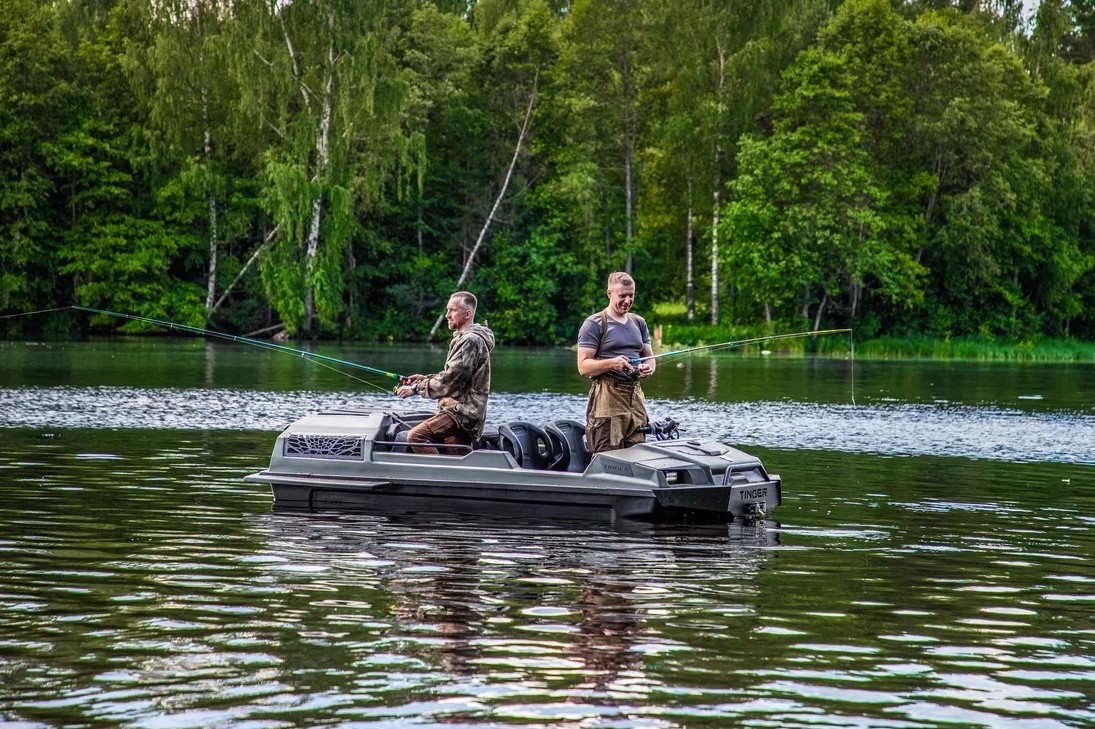
Tinger Track на плаву. Сзади видна решетка радиатора
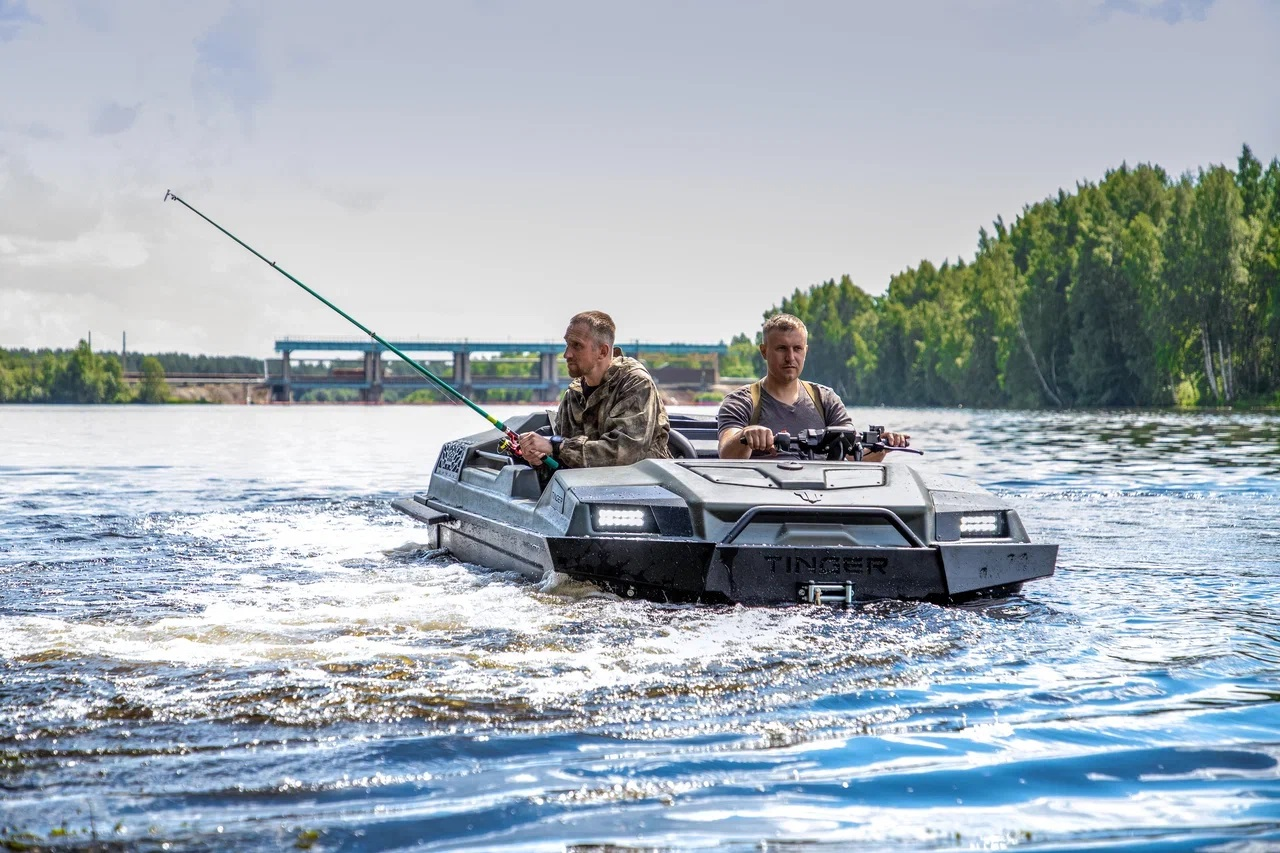
Движение по воде осуществляется за счёт вращения гусениц

## Эксплуатация
Вездеходы Tinger Track используются многими государственными структурами России и коммерческими организациями, включая МЧС, погранслужбы, вооруженные силы, ПАО «Россети», «Алроса». Применяются в лесничествах. Также техника поставляется / поставлялась на экспорт в 33 страны мира, в том числе в США, Канаду, Великобританию, Германию, Италию, Австралию, Японию и Китай. В 2018 г. полицией Колумбии было закуплено около 100 вездеходов Tinger Track.